# Injecție de combustibil

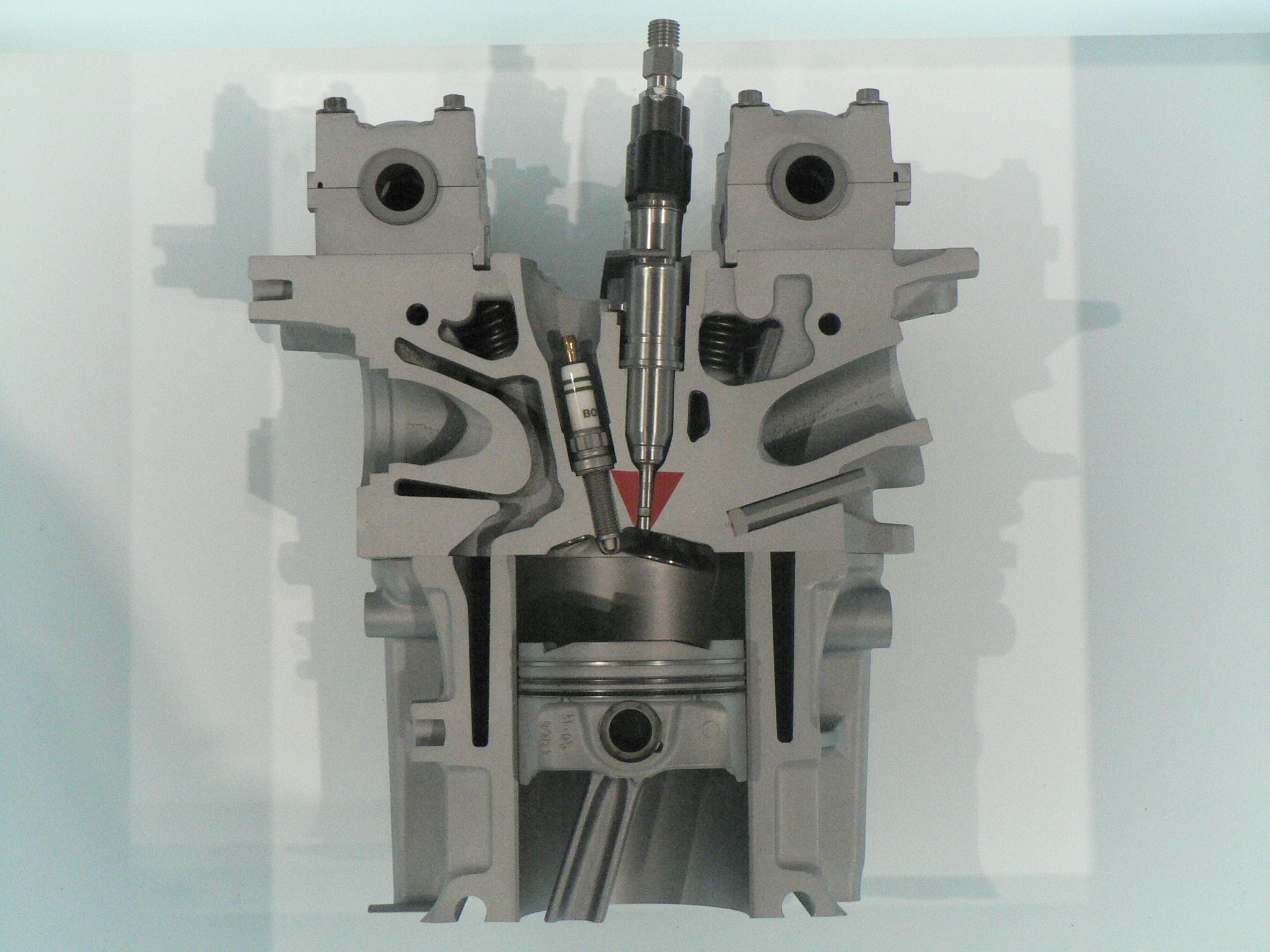
Un model tăiat al unui motor pe benzină cu injecție directă

Injecția de combustibil este introducerea combustibilului într-un motor cu ardere internă, cel mai frecvent motoare de automobile, prin intermediul unui injector.
Acest articol se concentrează pe injecția de combustibil în motoarele cu piston alternativ și rotative Wankel.
Toate motoarele cu aprindere prin comprimare (de exemplu, motoarele diesel) și multe motoare cu aprindere prin scânteie (adică motoarele pe benzină, cum ar fi Otto sau Wankel), folosesc injecția de combustibil de un fel sau altul. Motoarele diesel produse în serie pentru autoturisme (cum ar fi Mercedes-Benz OM 138) au devenit disponibile la sfârșitul anilor 1930 și începutul anilor 1940, fiind primele motoare cu injecție de combustibil pentru utilizarea autoturismelor.